# 圣巴夫主教座堂

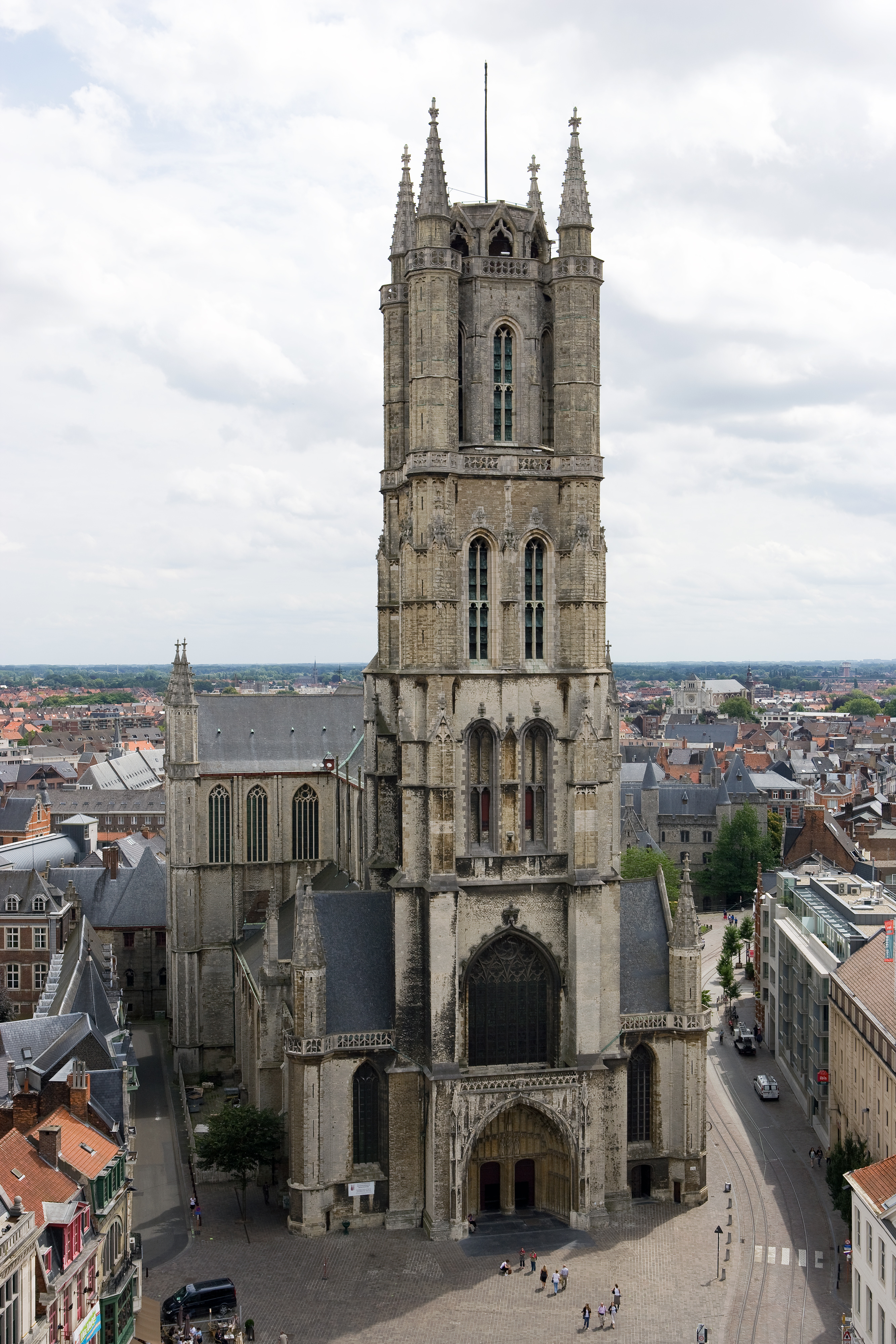
圣巴夫主教座堂

圣巴夫主教座堂（荷兰语：Sint Baafskathedraal）是天主教根特教区的主教座堂，以根特的圣巴夫命名。

## 歷史

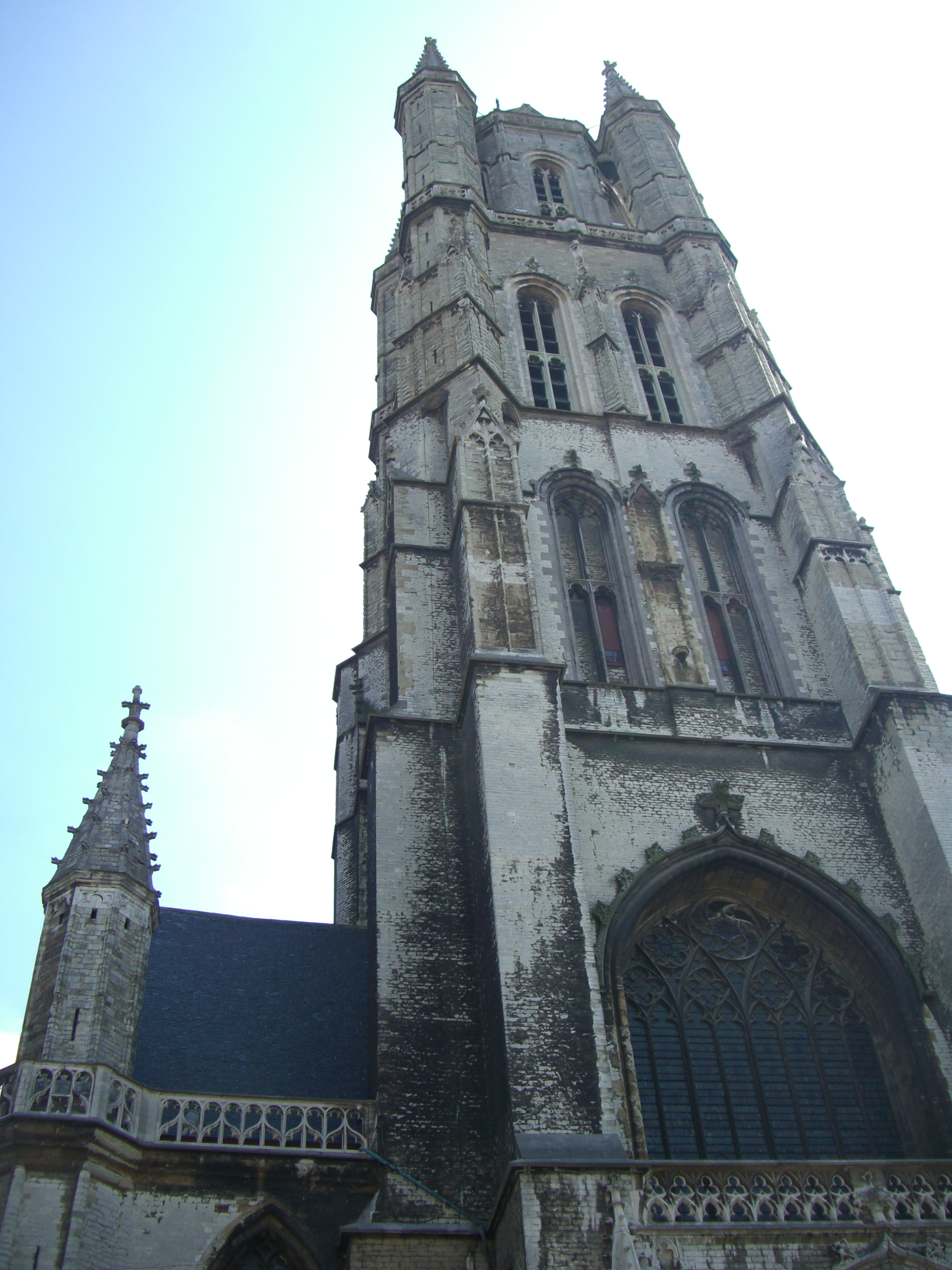
圣巴夫主教座堂

该建筑建立在木结构的圣若翰洗者小堂的基础上，后者于942年由图尔奈和努瓦永主教Transmarus祝圣。1038年，小堂扩建为罗曼式建筑风格。原始结构和此次扩建的痕迹在地穴仍很明显。
在随后的14至16世纪期间，逐渐扩建为哥特式建筑风格，到1569年6月7日完成。
1539年，由于反抗查理五世，老修道院遭解散，成为圣巴夫教堂。1559年天主教根特教区成立时，该教堂成为主教座堂。圣巴夫教堂是查理五世受洗的地点。

## 艺术品

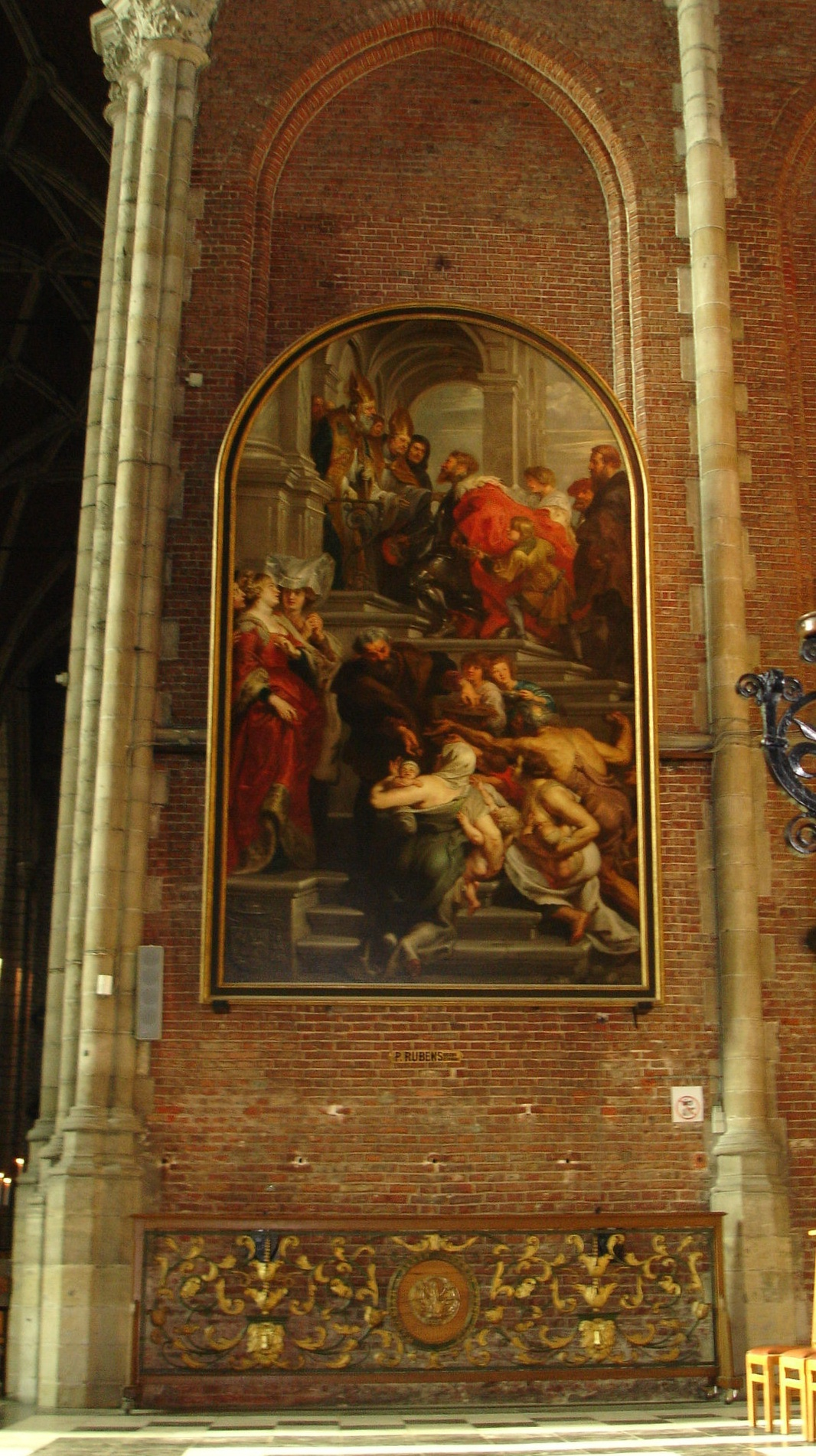
圣巴夫进入根特修道院

圣巴夫主教座堂以繪製、保存在大教堂內的根特祭坛画而著称，原本在其 Joost Vijd 小堂。它的正式名称为《神秘羔羊之爱》，是休伯特·范·艾克和扬·范·艾克的杰作，被认为是北方文艺复兴早期最重要的作品之一，以及比利时最伟大的艺术杰作之一。 其中一部分在1816年由柏林的英国收藏家爱德华·索利买去，又在1821年卖给普鲁士国王腓特烈·威廉三世 并继续保存在德国。 在第一次世界大战期间，德国又从圣巴夫主教座堂抢走了其余部分。在战争结束后的凡尔赛条约中，作为规定的补偿的一部分，规定德国归还全部作品，包括索利合法购买的部分，以帮助弥补战争期间德国其他的“破坏行为”。

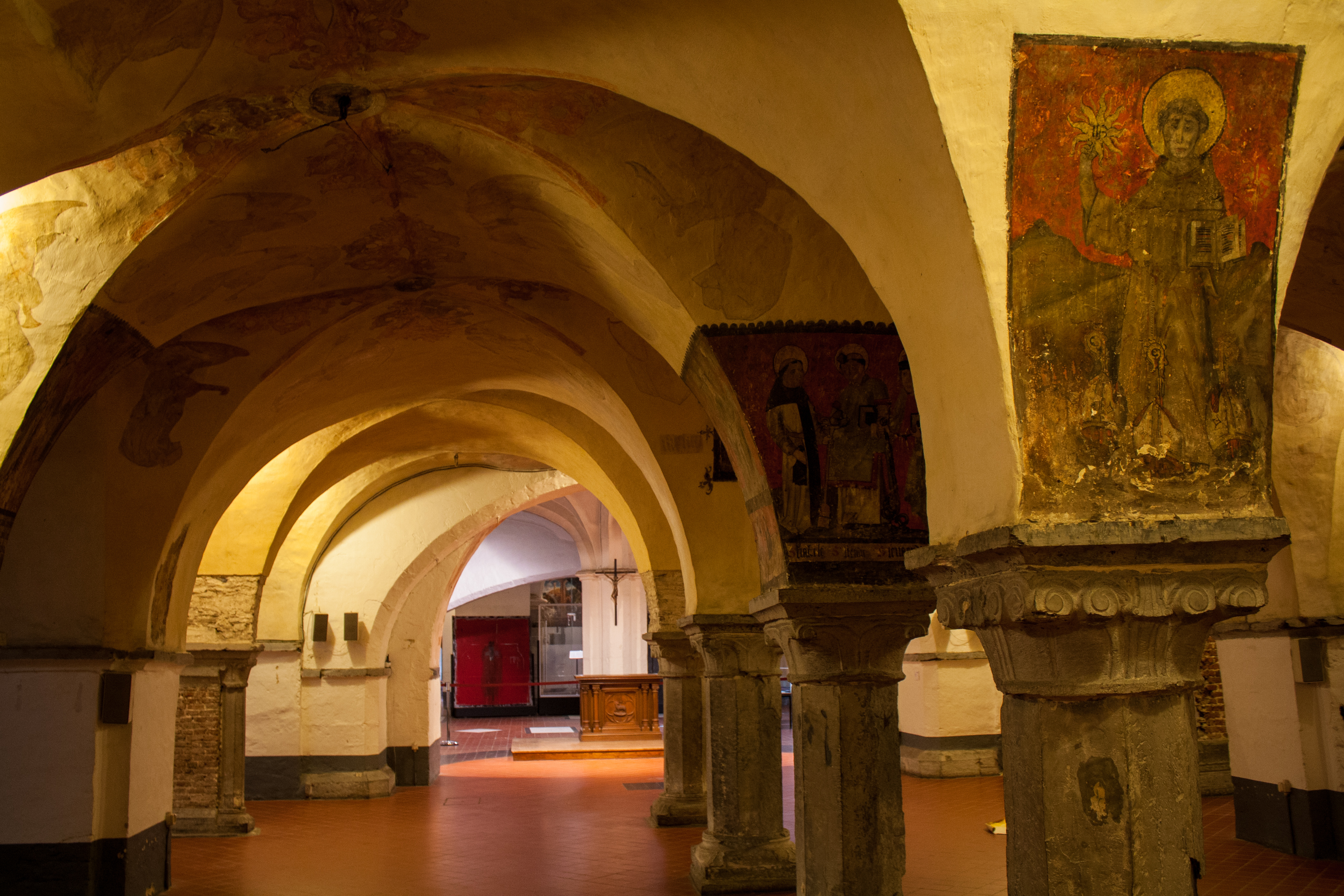
室内, 可见宗教人物的壁画
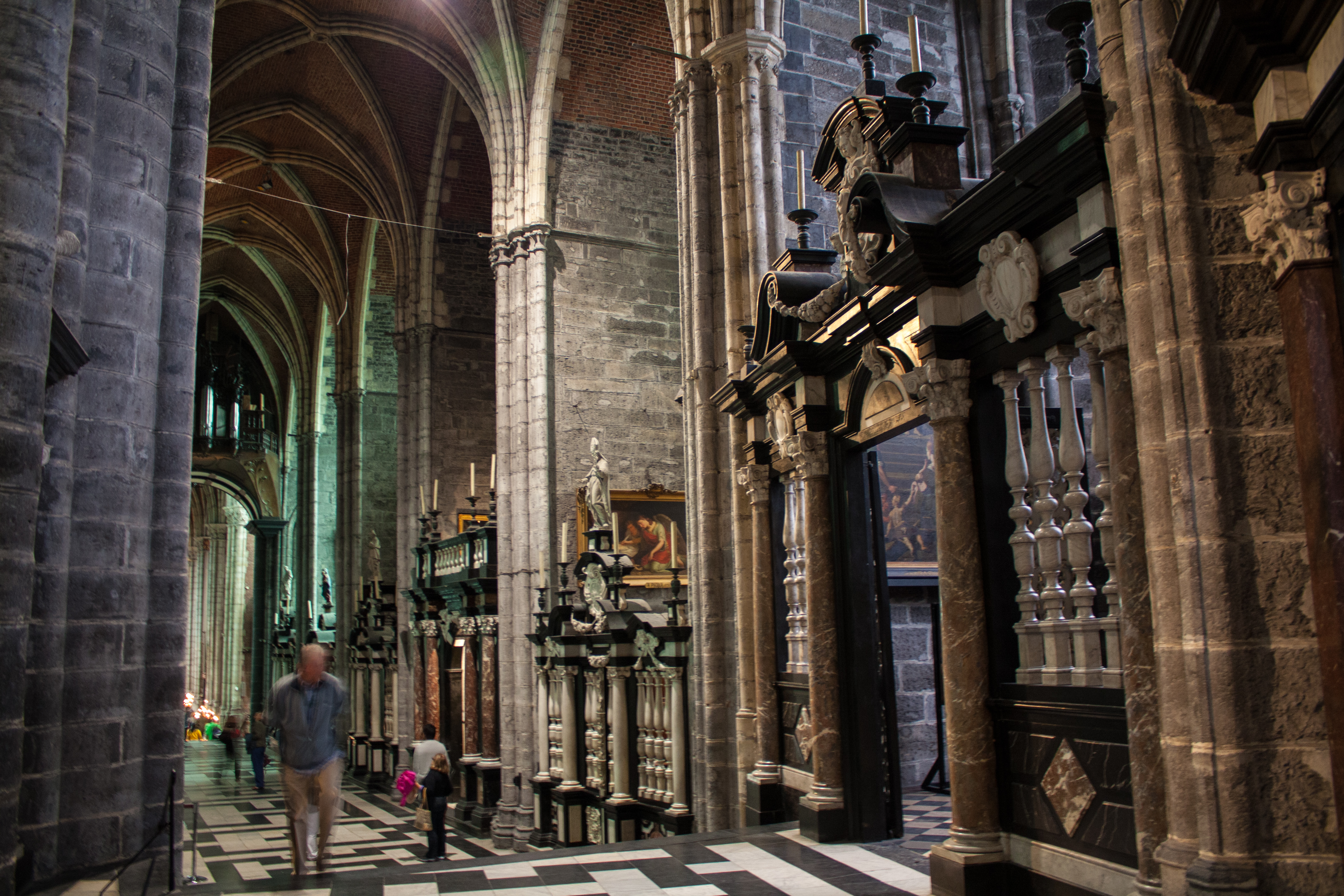

德国人对失去这件艺术品愤恨不平。1940年，因与德国爆發衝突，比利时當局决定将画作送往梵蒂冈以保证其安全。 画作運到法国時，意大利宣布加入轴心国，与德国结盟，因此就擱置在法國沒有繼續向梵蒂岡運送。战争期间它被保存在波城的一座博物馆裡，法国、比利时和德国的军事代表签署了一项协议，需要征得所有三方的同意才能移动这幅画作。 1942年，阿道夫·希特勒下令予以查扣，将画作带到德国，存放在巴伐利亚的一座城堡。盟军空袭开始后，又改放在一个盐矿中。查扣時比利时和法国当局进行了抗议，但並沒有起效。
彼得·保罗·鲁本斯的《圣巴夫进入根特修道院》也收藏在大教堂中。

## 外部連結
- Interior Saint Bavo's Cathedral in 360° （页面存档备份，存于）

51°03′11″N 3°43′37″E / 51.0530°N 3.727°E